# Tom G.A. Hardt
Denna sida handlar om teologen Tom G.A. Hardt, som inte skall förväxlas med sinologen Tom Hart.
Tom Gunnar Arvid Hardt, född 19 juli 1934 i Oskars församling, Stockholm,  död 28 juni 1998 på Öddö i Tjärnö socken i Bohuslän (skriven i Kungsholms församling i Stockholm, var en svensk teolog. 
Efter studentexamen vid Östra real i Stockholm 1953 blev Hardt fil. kand. vid Stockholms högskola 1956 och teol. kand. vid Uppsala universitet. År 1971 blev han teologie doktor på en avhandling om Luthers nattvardsteologi, Venerabilis et adorabilis eucharistia, som blev mycket uppmärksammad och översattes till tyska. En populär sammanfattning utkom i boken Om altarets sakrament (1973, 2 uppl 2009), som snabbt översattes till tyska och finska och Hardt vann internationellt erkännande som expert på Luthers teologi.  
År 1961 utträdde Tom Hardt ur Svenska kyrkan och bildade tillsammans med några likasinnade det fristående samfundet Evangelisk-lutherska kyrkan i Sverige, i vilken han samtidigt prästvigdes. Han var därefter och till sin död kyrkoherde i S:t Martins församling i Stockholm. Han kom tidigt i kontakt med den kände tyske teologen Hermann Sasse och stod i likhet med denne främmande för all allmänprotestantism och såg i den lutherska sakramentsläran med dess realism en sanning som han inte fann förhandlingsbar.
För en bredare allmänhet blev han känd när hans församling inlämnade ett klagomål mot Sverige inför Europakommissionen för mänskliga rätttigheter rörande föräldrarätten och konfessionell religionsundervisning för församlingens barn. Kommissionen förklarade 1973 klagomålet otillåtligt sedan de klagande dragit tillbaka sin ansökan efter en överenskommelse med regeringen. Ärendet har Hardt beskrivit i boken S:t Martin och draken.
Han översatte mycket litteratur till svenska från andra språk, och en del av hans egen produktion har översatts till andra språk. Hans bibliografi omfattar cirka 400 poster.[källa behövs]